# FTH1
FTH1 è il gene che nell'uomo codifica la catena pesante della ferritina: un enzima ferrossidasi. Il gene FTH1 si trova sul cromosoma 11 e la sua mutazione causa l'emocromatosi di tipo 5.

## Funzione
Questo gene codifica la subunità pesante della ferritina, la principale proteina di deposito intracellulare del ferro nei procarioti e negli eucarioti. È composto da ventiquattro subunità delle catene di ferritina pesante e leggera. La variazione nella composizione della subunità di ferritina può influenzare i tassi di assorbimento e rilascio del ferro in diversi tessuti. Una delle principali funzioni della ferritina è lo stoccaggio del ferro in uno stato solubile e non tossico. Difetti nelle proteine della ferritina sono associati a diverse malattie neurodegenerative. Questo gene ha più pseudogeni. Sono state osservate diverse varianti di trascrizione di splicing alternativo, ma la loro validità biologica non è stata ancora determinata.

## Interazioni
È stato dimostrato che FTH1 interagisce con la catena leggera della ferritina.